# SK Smíchov (lední hokej)
SK Smíchov (celým názvem: Sportovní klub Smíchov) byl československý klub ledního hokeje, který sídlil v Praze. V roce 1909 se klub zúčastnil prvního ročníku Mistrovství zemí Koruny české. Klub skončil hned v prvním kole, když prohrál s Českým spolkem pro zimní sporty poměrem 1:3. Zanikl v roce 1951 po sloučení s bývalým mužstvem LTC Praha do Tatry Smíchov.

## Historické názvy
Zdroj: 
- 19?? – SK Smíchov (Sportovní klub Smíchov)
- 1948 – Sokol Smíchov II.
- 1951 – fúze s ZSJ OD Praha ⇒ zánik

## Přehled ligové účasti
Stručný přehled
Zdroj: 
- 1909: Mistrovství zemí Koruny české (1. ligová úroveň v Čechách)
- 1911–1912: Mistrovství zemí Koruny české (1. ligová úroveň v Čechách)
- 1934–1936: Mistrovství I. třídy (amatérská soutěž v Československu)[5][6]
- 1936–1937: Středočeská divize (2. ligová úroveň v Československu)[7]
- 1937–1939: Mistrovství I. A třídy (amatérská soutěž v Československu)[8][9]
- 1945–1946: Divize – sk. Sever (2. ligová úroveň v Československu)
- 1946–1949: Středočeská divize – sk. A (2. ligová úroveň v Československu)
- 1949–1950: Středočeská I. A třída – sk. CH (3. ligová úroveň v Československu)
- 1950–1951: Oblastní soutěž – sk. D (2. ligová úroveň v Československu)

Jednotlivé ročníky
Zdroj: 
Legenda: ZČ - základní část, červené podbarvení - sestup, zelené podbarvení - postup, fialové podbarvení - reorganizace, změna skupiny či soutěže
| Čechy (1909 – 1918)          |                                 |           |          |                                       |                  |
| Sezóny                       | Soutěž                          | Úroveň    | ZČ       | Play-off, nadstavba, sk. o udržení... | Poznámky         |
| 1909                         | Mistrovství zemí Koruny české   | 1. úroveň | nehráno  | 1. kolo                               |                  |
| ...                          |                                 |           |          |                                       |                  |
| 1911                         | Mistrovství zemí Koruny české   | 1. úroveň | nehráno  | 1. kolo                               |                  |
| 1912                         | Mistrovství zemí Koruny české   | 1. úroveň | nehráno  | Čtvrtfinále                           |                  |
| ...                          |                                 |           |          |                                       |                  |
| Československo (1945 – 1951) |                                 |           |          |                                       |                  |
| Sezóny                       | Soutěž                          | Úroveň    | ZČ       | Play-off, nadstavba, sk. o udržení... | Poznámky         |
| 1945/46                      | Divize – sk. Sever              | 2. úroveň | 2. místo |                                       | Reorganizace     |
| 1946/47                      | Středočeská divize – sk. A      | 2. úroveň | 3. místo |                                       |                  |
| 1947/48                      | Středočeská divize – sk. A      | 2. úroveň | –. místo |                                       | Soutěž nedohrána |
| 1948/49                      | Středočeská divize – sk. A      | 2. úroveň | 7. místo |                                       | Sestup           |
| 1949/50                      | Středočeská I. A třída – sk. CH | 3. úroveň | 1. místo | Finálová skupina C (1. místo)         | Postup           |
| 1950/51                      | Oblastní soutěž – sk. D         | 2. úroveň | 6. místo |                                       | Reorganizace     |